# René Carmona
Pour les articles homonymes, voir Carmona.
René A. Carmona (né en 1947) est un mathématicien français.

## Formation
Il obtient son doctorat de mathématiques à l'Université d'Aix-Marseille en 1977, avec une thèse intitulée «  Contribution à l'étude des mesures gaussiennes dans les espaces de Banach », sous la direction de Leonard Gross. Il a enseigné à l'Université de Californie à Irvine.

## Prix et distinctions
En 2020, il obtient avec François Delarue le prix Joseph L. Doob décerné par l'American Mathematical Society, pour Probabilistic Theory of Mean Field Games with Applications (Springer, 2018).
En 2009 il est nommé Fellow de la Society for Industrial and Applied Mathematics.

## Publications
- Régression non linéaire et applications (1992).